# ТГК (тепловоз)
ТГК (Тепловоз з Гідропередачею, побудований на Калузькому машинобудівному заводі) — серійний радянський двовісний маневровий тепловоз. Використовувався для заміни мотовозів. Будувався з 1958 по 1962.
Кузов капотного типу і кабіна машиніста встановлені на листовій рамі, що спирається на гвинтові ресори, кожна пара останніх підвішена до кінців надбуксових листових ресор. Букси роликові щелепного типу.
Кузов машинного відділення мав двостулкові двері і знімні елементи даху для вільного доступу при обслуговуванні і ремонті.
Гідромеханічна передача УНП-230 мала два режими руху — маневровий і потяговий.